# Пижмо великолисте
{{#ifeq:0|0|{{#if:|{{#if:Tanacetummacrophyllum|[[]}}|}}}}
Пижмо великолисте, маруна великолиста як Pyrethrum macrophyllum (Tanacetum macrophyllum) — вид рослин з родини айстрових (Asteraceae), первинно ендемік північно-східної Анатолії й Південного Кавказу, нині широко інтродукований і культивований.

## Опис
Багаторічна трав'яниста рослина 50–150(170) см заввишки; з повзучим кореневищем. Стебла прості або розгалужені вгорі, прямі, волохаті, залозисті. Листки до 25–30 см завдовжки і 15–16 см ушир, з довгасто-ланцетними, великозубчастими на краю частками. Кошики 5–7 мм в діаметрі, численні, зібрані в густе складне щиткове суцвіття. Променеві квіточки білі. Язичкові квітки 5–6 мм, білуваті. Плід — сім'янка.

## Середовище проживання
Природний ареал виду обмежений Туреччиною (північно-східна Анатолія), Грузією, Азербайджаном; вид інтродукований у більшості країн Європи.
В Україні вид зростає в лісах, серед чагарників — у лісостепу, рідко; як здичавіле в парку «Олександрія» (Київська обл.).